# Pylyp Orlik
Pylyp Orlik (egentligen Pylyp Stepanovytj Orlyk, ukrainska: Пилип Степанович Орлик), född 11 oktober 1672 i Kosuta nära Vilnius i Storfurstendömet Litauen (i dagens Belarus), död 26 maj 1742 i Jassy i Osmanska riket (nu Iași i Rumänien), var en zaporogisk hetman.
Orlik föddes i en litauisk-tjeckisk familj. Han studerade vid en jesuitskola i Vilnius och vid Kiev-Mohyla-akademin. Från 1700 till 1706 var han chef för de allmänna militärkansliet. År 1706 blev han generalkansler och hetman Ivan Mazepas främste rådgivare. Då Mazepa dog i Karl XII:s läger i Bender blev han 1708 efterträdd av Orlik, som skrev en zaporizjakosackisk författning, den så kallade Benderförfattningen av 1710, som är en av de äldsta demokratiska författningarna i Europa. Han blev tillsammans med en grupp på cirka 40 zaporizjakosacker inbjuden att bosätta sig i Sverige av Karl XII efter vistelsen i Bender. Zaporizjakosackerna var Sveriges allianspartner under stora nordiska kriget 1700–1721. Kosackerna kom till Sverige 1716 och tilläts slå sig ner i Kristianstad. De hör till de första "ukrainska" invandrarna i Sverige. Orlik med sin fru Anna Hertsik, deras sju barn och fruns två bröder Ivan och Opanas vistades i Sverige fram till 1720 och Orlik bosatte sig efter ett tag i osmanska Saloniki, i dagens Grekland. Han avled 1742 i Jassy (nu Iași), i nordöstra delen av dagens Rumänien och belägen i det historiska området Moldova, nära gränsen till dagens Moldavien. Han är begravd i dagens Moldavien, men hans grav är försvunnen.